# Dédalas
Las Dédalas o Dedalias (en griego, δαίδαλα) en la religión de la Antigua Grecia, eran unas fiestas de reconciliación que tenían lugar cada pocos años en Platea (Beocia) en honor de Hera, uno de los centros de su culto, donde se conmemoraba la reconciliación con su marido, el dios supremo Zeus. 
Según Pausanias, había unas "Dédalas menores" (Δαίδαλα μικρά), que eran celebradas exclusivamente por los habitantes de Platea cada pocos años —Pausanias dice que un guía le dijo que se celebraban cada siete años, pero que en realidad era cada menos tiempo, aunque no pudo averiguar cuánto— y unas "Dédalas mayores" (Δαίδαλα μεγάλα), donde todas las ciudades de Beocia enviaban a sus representantes y eran celebradas cada sesenta años, en conmemoración del tiempo que los habitantes de Platea habían pasado exiliados fuera de su ciudad.
En las "Dédalas menores", el pueblo de Platea se trasladaba a un bosque cercano a Alalcómenas, donde se encontraban las encinas más grandes de toda Beocia. Allí exponían piezas de carne cocida a los cuervos y observaban atentamente sobre qué árbol se posaban después de haber picado un pedazo de carne. Como un signo oracular, al primer árbol que se posara cualquiera de los cuervos, se le talaba y de él se tallaba un dédalo, una imagen de madera.
Las "Dédalas mayores" eran celebradas por todo el pueblo de Beocia. Entre las estatuas talladas en las dédalas menores se elegían catorce que se distribuían por sorteo entre las ciudades de Platea, Coronea, Tespias, Tanagra, Queronea, Orcómeno, Lebadea y Tebas, mientras las ciudades más pequeñas participaban también en el sorteo formando un grupo. Vestían a la estatua de novia y la ponían en una carreta de bueyes con una dama de honor a su lado. Esta carreta encabezaba una procesión de carretas desde el río Asopo hasta la cima del monte Citerón, donde se había construido para la ocasión un altar de sacrificios realizado con piezas cuadradas de madera. El altar se cubría con madera seca, y las ciudades ofrecían una vaca a Hera y un toro a Zeus, se purificaban con vino y perfumes, mientras que al mismo tiempo todas las estatuas dédalas se colocaban sobre el altar. Otras víctimas eran ofrecidas para el sacrificio tanto por individuos ricos y aquellos que no poseían medios suficientes, acostumbraban a ofrecer también pequeñas víctimas. El rito continuaba con la inmolación en holocausto de todas estas ofrendas, animales, altar y figurillas, independientemente de quienes las hubiesen ofrecido.
Esta costumbre arcaica de fiestas del fuego griegas se explicaba mediante un aition o "mito fundacional" sobre la separación marital de Hera y Zeus, que es relatado por Pausanias:

Hera, que por alguna razón u otra estaba enfadada con Zeus, se había retirado a Eubea. Zeus, que no lograba hacerla cambiar de opinión, visitó a Citerón, en ese momento déspota en Platea, que destacaba entre todos los hombres por su inteligencia. Aconsejó a Zeus que hiciese una muñeca de madera, y que la llevase vestida de novia, en una carreta de bueyes, anunciando que iba a celebrar su matrimonio con Platea, hija de Asopo. Hera, enterada de la noticia, se dirige allí rápidamente, y cuando arranca el velo de la estatua de madera, descubre el engaño y se echa a reír. Para conmemorar esta reconciliación se celebran las fiestas Dédalas.
Pausanias IX,3,1-2.

El relato del origen de las Dédalas de Pausanias coincide en sus puntos principales con la historia relatada por Plutarco, que escribió una obra sobre las dédalas de los plateos. La única diferencia es que Plutarco representa a Zeus como recibiendo los consejos para engañar a Hera de Alalcomeneo (en lugar de Citerón), y que él llama a la estatua de madera "dédala" en lugar de platea.
Se ha sugerido que esta fiesta podría celebrar la unidad de toda Beocia y que la reconciliación de Zeus y Hera podría significar la reconciliación entre las ciudades beocias, especialmente entre Tebas y Platea, después de sus conflictos bélicos. Por otra parte, la mención a que tanto los ricos como los pobres podían participar en los sacrificios se interpreta como la búsqueda de una consolidación del sentimiento de identidad por parte de todos.

## Otros usos
El término "Dédala" también puede ser tomado como derivado de Dédalo, el famoso inventor. En este sentido, Lucrecio habla de Natura daedala rerum, "La naturaleza, inventora de todas las cosas".